# ZC3H8
ZC3H8 (англ. Zinc finger CCCH-type containing 8) – білок, який кодується однойменним геном, розташованим у людей на 2-й хромосомі. Довжина поліпептидного ланцюга білка становить 291 амінокислот, а молекулярна маса — 33 576.
| 10         |  | 20         |  | 30         |  | 40         |  | 50         |
| ---------- |  | ---------- |  | ---------- |  | ---------- |  | ---------- |
| MDFENLFSKP |  | PNPALGKTAT |  | DSDERIDDEI |  | DTEVEETQEE |  | KIKLECEQIP |
| KKFRHSAISP |  | KSSLHRKSRS |  | KDYDVYSDND |  | ICSQESEDNF |  | AKELQQYIQA |
| REMANAAQPE |  | ESTKKEGVKD |  | TPQAAKQKNK |  | NLKAGHKNGK |  | QKKMKRKWPG |
| PGNKGSNALL |  | RNSGSQEEDG |  | KPKEKQQHLS |  | QAFINQHTVE |  | RKGKQICKYF |
| LERKCIKGDQ |  | CKFDHDAEIE |  | KKKEMCKFYV |  | QGYCTRGENC |  | LYLHNEYPCK |
| FYHTGTKCYQ |  | GEYCKFSHAP |  | LTPETQELLA |  | KVLDTEKKSC |  | K          |

A: Аланін

C: Цистеїн

D: Аспарагінова кислота

E: Глутамінова кислота

F: Фенілаланін

G: Гліцин

H: Гістидин

I: Ізолейцин

K: Лізин

L: Лейцин

M: Метіонін

N: Аспарагін

P: Пролін

Q: Глутамін

R: Аргінін

S: Серин

T: Треонін

V: Валін

W: Триптофан

Кодований геном білок за функціями належить до репресорів, фосфопротеїнів. 
Задіяний у таких біологічних процесах, як апоптоз, транскрипція, регуляція транскрипції. 
Білок має сайт для зв'язування з іонами металів, іоном цинку, РНК. 
Локалізований у ядрі.